# Theme from Shaft
Pour les articles homonymes, voir Shaft.
Singles de Isaac Hayes
The Mistletoe and Me
(1970) Never Can Say Goodbye / I Can't Help It
(1971)
Theme from Shaft est une chanson écrite et enregistrée par Isaac Hayes comme thème principal pour le film américain Les Nuits rouges de Harlem (titre original : Shaft), sorti en 1971. Elle est sortie en single le 30 septembre 1971, soit environ deux mois après la sortie de la bande originale du film, chez Enterprise, un sous-label de Stax Records. Les chœurs sont faits par Telma Hopkins. Le riff distinctif de guitare joué avec une pédale wah wah est l'oeuvre de Charles Pitts (en). La chanson est considérée par certains comme l'une des premières chansons disco,.
Au printemps 1972, la chanson a remporté un Grammy pour le meilleur arrangement instrumental et un Oscar pour la meilleure chanson originale de film. Deux mois plus tôt, la chanson a aussi remporté le Golden Globe de la meilleure chanson originale au 29e cérémonie des Golden Globes (qui a eu lieu le 6 février 1972).
La chanson (dans la version originale du film Les Nuits rouges de Harlem) est classée 38e dans la liste des « 100 plus grandes chansons du cinéma américain » selon l'American Film Institute (AFI).

## Musiciens
- Isaac Hayes : Chant, claviers.
- Rythmes, Cuivres et Cordes arrangées par Johnny Allen et Isaac Hayes
- Pat Lewis, Rose Williams et Telma Hopkins : Chœurs
- Instrumentation par The Bar-Kays et The Isaac Hayes Movement
  - Piano électrique par Lester Snell
  - Guitare électrique avec pédale Wah-wah par Charles Pitts
  - Guitare rythmique par Michael Toles
  - Basse par James Alexander
  - Batterie par Willie Hall
  - Conga, et Bongo par Gary Jones
  - Trompette par Richard "Johnny" Davis
  - Flûte par John Fonville

## Classements et certifications
| Classement (1971-1972)                  | Meilleure position |
| --------------------------------------- | ------------------ |
| Allemagne de l'Ouest (Media Control)    | 35                 |
| Belgique (Flandre Ultratop 50 Singles)  | 3                  |
| Belgique (Wallonie Ultratop 50 Singles) | 3                  |
| Canada (Top Singles)                    | 1                  |
| Canada (Adult Contemporary Tracks)      | 4                  |
| États-Unis (Hot 100)                    | 1                  |
| États-Unis (Hot Soul Singles)           | 2                  |
| États-Unis (Adult Contemporary)         | 6                  |
| États-Unis (Cash Box Top 100)           | 1                  |
| France (SNEP)                           | 10                 |
| Italie (Musica e dischi)                | 10                 |
| Pays-Bas (Nederlandse Top 40)           | 13                 |
| Pays-Bas (Nationale Hitparade)          | 12                 |
| Royaume-Uni (UK Singles Chart)          | 4                  |

| Classement (1971)             | Position |
| ----------------------------- | -------- |
| États-Unis (Hot 100)          | 89       |
| États-Unis (Hot Soul Singles) | 96       |

| Classement (1972)             | Position |
| ----------------------------- | -------- |
| Belgique (Flandre Ultratop)   | 74       |
| États-Unis (Hot Soul Singles) | 53       |
| France (SNEP)                 | 65       |
| Italie (Musica e dischi)      | 33       |

### Certifications
| Pays                                  | Certification | Ventes certifiées |
| ------------------------------------- | ------------- | ----------------- |
| États-Unis (RIAA)                     | Or            | 1 000 000^        |
| ^Mise en rayon selon la certification |               |                   |